# شاه‌قلی‌تپه
شاه قلی تپه مربوط به دوران پیش از تاریخ ایران باستان است و در شهرستان آق قلا، ۱ کیلومتری جاده آسفالته آق قلا به مزرعه نمونه واقع شده و این اثر در تاریخ ۲۵ اسفند ۱۳۸۰ با شمارهٔ ثبت ۵۴۲۶ به‌عنوان یکی از آثار ملی ایران به ثبت رسیده است.